# Sedlíkovice (Čejetice)
Sedlíkovice jsou malá vesnice, část obce Čejetice v okrese Strakonice v Jihočeském kraji. Nachází se asi dva kilometry západně od Čejetic. Sedlíkovice jsou také název katastrálního území o rozloze 2,7 km².

## Historie
První písemná zmínka o vesnici pochází z roku 1367. Před rokem 1532 Sedlíkovice patřily k nebřehovickému statku Jana Kočky z Milenovic, který jej prodal Janovi z Rožmberka.

## Obyvatelstvo
| Rok            | 1869 | 1880 | 1890 | 1900 | 1910 | 1921 | 1930 | 1950 | 1961 | 1970 | 1980 | 1991 | 2001 | 2011 | 2021 |
| -------------- | ---- | ---- | ---- | ---- | ---- | ---- | ---- | ---- | ---- | ---- | ---- | ---- | ---- | ---- | ---- |
| Počet obyvatel | 134  | 159  | 164  | 156  | 158  | 140  | 133  | 107  | 92   | 71   | 47   | 32   | 34   | 33   | 36   |
| Počet domů     | 20   | 22   | 22   | 22   | 24   | 24   | 24   | 24   | 23   | 21   | 19   | 22   | 24   | 24   | 23   |

## Obecní správa
Při sčítání lidu v letech 1850–1960 Sedlíkovice byly samostatnou obcí v okrese Strakonice. V letech 1961–1976 byly částí obce Modlešovice v okrese Strakonice. Od 1. dubna 1976 jsou částí obce Čejetice v okrese Strakonice.

## Pamětihodnosti
- Kaple zasvěcená Korunování Panny Marie z první poloviny 19. století
- Kamenný kříž u usedlosti čp. 2
- Sedlíkovická lípa, památný strom na jižním okraji vesnice
- boží muka vedle kaple